# Mergozzo
Mergozzo (piemontiul: Mërgheus) település Olaszországban. Lakosainak száma 2148 fő (2023. január 1.). Mergozzo Ornavasso, Premosello-Chiovenda, San Bernardino Verbano, Verbania és Gravellona Toce községekkel határos.

## Népesség
A település népességének változása:
| Lakosok száma | 2183 | 2174 | 2148 |
|               | 2017 | 2018 | 2023 |